# 기게스 (신화)
기게스(그리스어: Γύγης, Gyges)는 그리스 신화에서 가이아와 우라노스 사이에서 태어난 기간테스로 헤카톤케이레스 중 한 명이다. 코토스, 브리아레오스가 그의 형제이다. 기게스는 제우스에 의해 티탄족과의 전쟁에 참여하였다. 티탄족과의 10년간의 전쟁에서 승리한 제우스는 티탄족들을 지하 세계의 가장 깊은 곳인 타르타로스에 가두어 버렸고 기게스 등 헤카톤케이레스 삼 형제로 하여금 그들을 감시하게 했다.